# يان بايلي
يان بايلي (بالإنجليزية: Ian Bayley)‏ هو عالم حاسوب ومهندس بريطاني، ولد في القرن العشرين.